# Стэнли, Максфилд
Максфилд Стэнли (англ. Maxfield Stanley, 1880 — 6 сентября 1968), — актёр эпохи немого кино, известен ролями в фильмах Дэвида Уорка Гриффита. Он играл Дюка Кэмерона в фильме «Рождение нации» и Генриха III в «Нетерпимости».

## Избранная фильмография
- 1914 — Физкультурный роман / A Physical Culture Romance
- 1914 — Билл портит отпуск / Bill Spoils a Vacation
- 1914 — Головокружительная карьера Джо / Dizzy Joe’s Career
- 1914 — Вечеринка Этель на крыше / Ethel’s Roof Party
- 1914 — Другой шанс / Another Chance
- 1915 — Рождение нации / Birth of Nation
- 1915 — Лепестки розы / Rose Leaves
- 1915 — Раскрытие карт / The Showdown
- 1915 — У задней двери / At the Postern Gate
- 1915 — Её волшебный принц / Her Fairy Prince
- 1915 — Смелая пародия / A Bold Impersonation
- 1915 — Как в былые времена / As in the Days of Old
- 1915 — Закон долга / The Law of Duty
- 1916 — Нетерпимость / Intolerance
- 1916 — Глазами совести / By Conscience’s Eye
- 1917 — Южное правосудие / Southern Justice
- 1917 — Шалун / The Varmint
- 1917 — Двойной стандарт / The Double Standard
- 1918 — Красавица в цепях / Beauty in Chains
- 1918 — Великая любовь / The Great Love
- 1919 — 23 с половиной часа, чтоб уйти / 23 1/2 Hours' Leave
- 1920 — Бедный простофиля / The Poor Simp
- 1920 — Только что из колледжа / Just Out of College
- 1921 — Чего стоит жена? / What’s a Wife Worth?